# Die Tigerin
Pour plus de détails, voir Fiche technique et Distribution.
Die Tigerin est un film allemand de Karin Howard, sorti en 1992.

## Synopsis
Durant les folles années 1920, on suit les péripéties de Pauline surnommée « La Tigresse », une libre et sensuelle jeune femme. À Berlin, où elle évolue dans les milieux interlopes, elle s’éprend d’Andrei, un jeune et séduisant escroc. Elle rompt avec son passé et ses amants pour le suivre et devient sa complice. Car Andrei a des plans pour arnaquer nantis et autres riches aristocrates… La belle « Tigresse » devient l’irrésistible appât qui va compromettre certains messieurs pour leur soutirer de l’argent, comme Sid Slaughter, ce magnat américain du pétrole en villégiature dans une luxueuse station thermale.

## Fiche technique
- Titre original : Die Tigerin
- Réalisation : Karin Howard
- Scénario : Karin Howard d’après le roman de Walter Serner, La Tigresse (1925)
- Décors : Dieter Adam
- Costumes : Ingrid Zoré
- Photographie : Lothar Elias Stickelbrucks
- Son : André Bendocchi-Alves
- Montage : Norbert Herzner
- Musique : Loek Dikker, Michael Basden, Karl-Ernst Sasse
- Chanson : Tiger in a Dress, interprétée par Valentina Vargas
- Production : Dieter Geissler, Klaus Kahler
- Sociétés de production : DEFA/Studios de Babelsberg (Allemagne), Dieter Geissler Produktion (Allemagne), CineVox Film (Allemagne)
- Société de distribution : Progress Film (Allemagne)
- Pays d’origine :  Allemagne
- Langue originale : allemand
- Format : 35 mm — couleur par Eastmancolor — 1.66:1 — son monophonique
- Genre : thriller érotique
- Durée : 88 min
- Date de sortie : Allemagne : 15 octobre 1992
- Classification FSK : à partir de 16 ans (visa no 68541 délivré le 5 octobre 1992)[1]

## Distribution
- Valentina Vargas : Pauline « La Tigresse »
- James Remar : Andrei
- Hannes Jaenicke : Harry
- Ferdy Mayne : le comte autrichien
- George Peppard : Sid Slaughter
- Belinda Mayne : Elsy
- Arne Nannestaad : Pat Cooper
- Lutz Stückrath : le conducteur du taxi
- René Schoenenberger : le comte Beowulf

## Tournage
- Intérieurs : Studios de Babelsberg (Allemagne)
- Extérieurs :
  - Berlin (Allemagne)
  - Karlovy Vary (Tchécoslovaquie)[2]